# Вільям Лебгіль
Вільям Лебгі́ль (фр. William Lebghil; нар. 9 липня 1990, Вільнев-Сен-Жорж, Франція) — французький актор.

## Біографія
Вільям Лебгіль народився 9 липня 1990 року у Вільнев-Сен-Жорж (Франція). З дитинства Вільям мріяв стати актором; коли йому виповнилося 10 років, він пішов на курси акторської майстерності. Щоб сплатити навчання, Вільяму доводилося працювати в психіатричній лікарні.
По закінченні середньої школи Лебгіль вступив до Школи драматичного мистецтва Жана Перімоні, після закінчення якої у 2011 році, відразу отримав свою першу роль у фільмі Деніса Тібо «Міф».
У 2011 році Вільям Лебгіль знявся в серіалі «Сода», в якому зіграла роль Слімана — найкращого друга Адама, роль якого виконав актор Кев Адамс. Серіал, що демонструвався на телеканалі «M6», мав великий успіх, особливо у молоді, завдяки чому Вільям отримав бажаний успіх. Паралельно зі зніманням в кіно і на телебаченні актор грав у театральних постановках «Горбань з Нотр-Дам», «Підліток» та в багатьох інших.
У 2015 році актор зіграв роль Халіда в комедії Артура Бензакена «Нові пригоди Аладдіна» і роль Лео в короткометражному фільмі Бенжаміна Буана «Хто платить?».
У 2017 році Вільям Лебгіль знявся у фільмах «Шукайте жінку» і «Прекрасна команда», за роль у якому претендував на номінацію французької національної кінопремії «Сезар» як «Найперспективніший актор».
У 2018 році актор знявся у романтичній комедії Віктора Сен Макарі «По(друг)а» та спільно з Венсаном Лакостом у драмедійній стрічці «Перший рік» режисера Тома Лілті. У 2019 році за роль Бенджаміна Сітбона у «Першому році» Лебгіля було номіновано на премію «Сезар» в категорії Найперспективніший актор.

## Фільмографія
| Рік  |    | Українська назва                  | Оригінальна назва                | Роль                           |
| ---- | -- | --------------------------------- | -------------------------------- | ------------------------------ |
| 2011 | ф  | Міф                               | Les Mythos                       | Карим                          |
| 2011 | кф |                                   | Fuck UK                          |                                |
| 2011 | с  | La collection donne de la voi(e)x | Карим                            |                                |
| 2011 | с  | Сода                              | Soda                             | Сліман                         |
| 2013 | ф  | Джекі в царстві жінок             | Jacky au royaume des filles      | Vergio                         |
| 2014 | ф  | Спогади                           | Les souvenirs                    | Карим                          |
| 2014 | ф  | Винищувачі                        | Les combattants                  | Ксав'є                         |
| 2015 | кф | Хто платить?                      | Qui de nous deux                 | Део                            |
| 2015 | ф  | Нові пригоди Аладдіна             | Les nouvelles aventures d'Aladin | Халід                          |
| 2016 | ф  | Прекрасна команда                 | La fine équipe                   | Омен                           |
| 2016 | кф | Віктор, або Благочестя            | Victor ou la piété               | Абдель                         |
| 2016 | кф | Після Сюзанни                     | Après Suzanne                    | Симон                          |
| 2017 | ф  | Шукайте жінку                     | Cherchez la femme                | Махмуд                         |
| 2017 | ф  | 1+1=Весілля                       | Le sens de la fête               | Себ                            |
| 2017 | мф | Голуби і дракони                  | Pigeons & Dragons                | озвучення декількох персонажів |
| 2018 | ф  | По(друг)а                         | Ami-ami                          | Вінсент                        |
| 2018 | ф  | Перший рік                        | Première année                   | Бенджамін Сітбон               |
| 2018 | ф  | Подивіться, як ми танцюємо        | Voyez comme on danse             | Алекс                          |
| 2021 | ф  | Фантазії                          | Les Fantasmes                    | Вілл                           |

## Визнання
| Нагороди та номінації Вільяма Лебгіля | Нагороди та номінації Вільяма Лебгіля | Нагороди та номінації Вільяма Лебгіля | Нагороди та номінації Вільяма Лебгіля |
| Рік                                   | Категорія                             | Фільм                                 | Результат                             |
| ------------------------------------- | ------------------------------------- | ------------------------------------- | ------------------------------------- |
| Премія «Люм'єр»                       |                                       |                                       |                                       |
| 2019                                  | Найперспективніший актор              | Перший рік                            | Перемога                              |
| Премія «Сезар»                        |                                       |                                       |                                       |
| 2019                                  | Найперспективніший актор              | Перший рік                            | Номінація                             |